# Rover 75
La Rover 75 è un'autovettura prodotta dal 1999 al 2005, prima dal Gruppo Rover e poi dal Gruppo MG Rover.

## Il contesto
La 75 venne concepita quando il Gruppo Rover era di proprietà della BMW.
La vettura si collocava per dimensioni tra le BMW Serie 3 e Serie 5, in modo da evitare sovrapposizioni di modelli nel gruppo. Benché il progetto sia stato sviluppato quasi interamente dagli ingegneri britannici, esso ha beneficiato dei metodi qualitativi in uso presso la casa tedesca, e molti componenti elettrici ed elettronici sono gli stessi delle auto bavaresi.
Al momento dell'esordio era disponibile la sola versione berlina a 3 volumi con uno stile esterno ed interno molto British (cromature, legni, pelle).

## Profilo

### Meccanica
La configurazione meccanica era convenzionale: motore trasversale, trazione anteriore e sospensioni indipendenti. Da notare che il pianale presenta un tunnel centrale protuberante nell'abitacolo, a similitudine con i modelli BMW dell'epoca che erano tutti a trazione posteriore o integrale. La gamma di motori prevedeva un 4 cilindri 16 valvole (serie K) di 1796 cm³ da 115 CV, due V6 24 valvole di 2,0 litri da 150 CV o 2,5 litri 177 CV e un turbodiesel 2 litri a iniezione diretta "common rail" da 116 CV di produzione BMW. Tuttavia questo stesso motore, sui modelli tedeschi era inizialmente tarato per erogare 136 CV sulla 320d. Solo in un momento successivo lo stesso motore depotenziato destinato alla Rover 75 equipaggerà anche la Bmw 318d, modello inizialmente non previsto per la E46.
Tre gli allestimenti disponibili: Classic, Club e Connaisseur.

### 75 Tourer

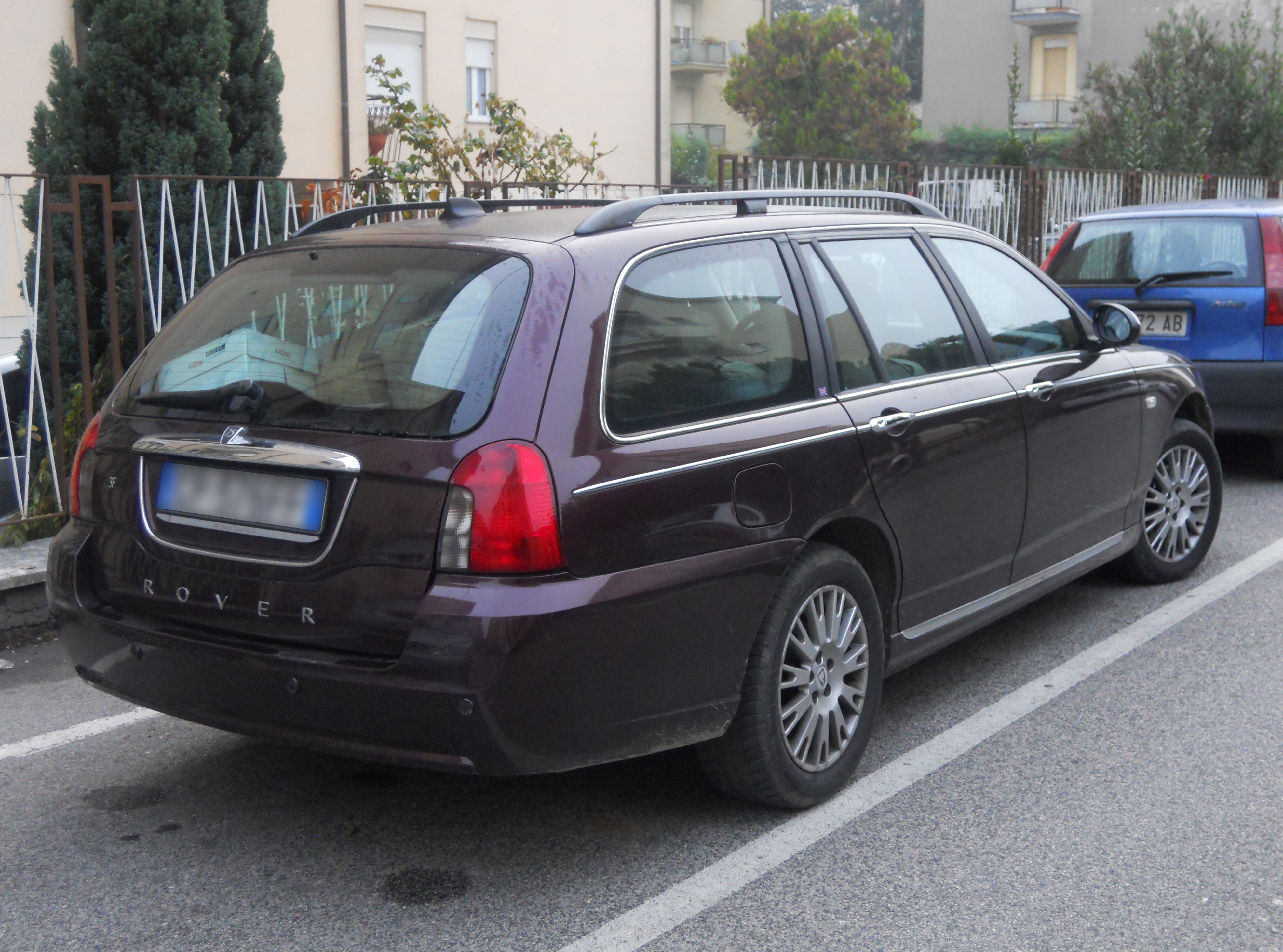
Rover 75 Tourer, la versione station wagon

Nel 2000 ne venne presentata la versione Station wagon denominata Tourer, leggermente più lunga della berlina (+45 mm), caratterizzata dalla particolarità di poter accedere al vano bagagli anche attraverso il lunotto, apribile separatamente dal portellone. La capacità di carico raggiungeva i 1.222 dm³ con i sedili posteriori ribassati.

### MG ZT
Nel 2002 vennero presentate le versioni marchiate MG, con estetica molto elaborata (cerchi, spoiler, prese d'aria, sedili sportivi) e motore V6 2,5 litri potenziato a 193 CV o 2,0 litri turbodiesel erogante 131 CV. Le Rover 75 rimarchiate MG, disponibili sia in versione berlina che station wagon, prendevano il nome di MG ZT.

## Restyling 2004

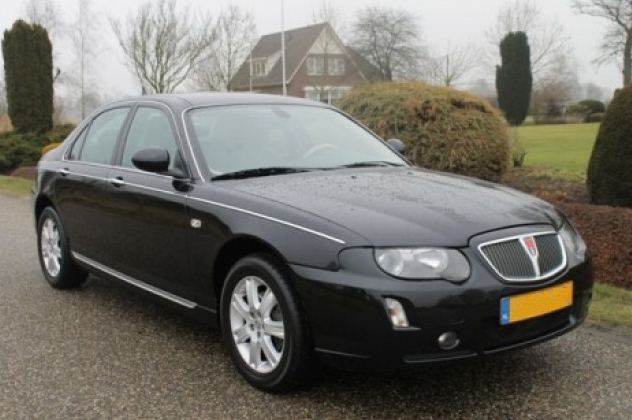
Una Rover 75 post-facelift

Nel 2004, allorché la casa MG Rover non faceva più parte del gruppo BMW, la vettura subì un leggero restyling (fari, paraurti, dettagli di finitura interna). L'aspetto più sportivo ottenuto va a discapito dell'eleganza "british" della prima versione. La gamma dei motori a benzina cambiò: il 1800 Serie K venne dotato di turbocompressore con una potenza di 150 CV, mentre il V6 2 litri venne tolto dal listino. Il successo della seconda serie fu molto inferiore a quello della prima, anche per le difficoltà commerciali e finanziarie che stavano ormai investendo il costruttore.
Nel 2005 venne presentata la 75 V8, mossa da un V8 di 4,6 litri di origine Ford, con ben 260 cavalli di potenza. La V8, disponibile con passo standard (marchiata MG) o allungato (marchiata Rover) a differenza delle altre 75 aveva la trazione posteriore. Si trattò si un costoso e tardivo tentativo di risollevare l'immagine e le sorti del modello, con molte modifiche tecniche e strutturali al pianale, alle sospensioni e agli organi meccanici. Questa versione è facilmente riconoscibile per l'imponente calandra frontale, necessaria per coprire i radiatori maggiorati e assicurare un flusso d'aria al vano motore. Non molti esemplari vennero assemblati e la commercializzazione durò poco a causa del fallimento della società. Nel 2005 venne progettata una versione coupé, mai prodotta.

## Fine produzione
La produzione finì nel 2005 col fallimento della MG Rover. La licenza di costruzione dei modelli 25 e 75 è stata oggetto di una disputa tra due delle più importanti aziende automobilistiche cinesi: la Nanjing Automobile (NAC) che acquisì il gruppo MG Rover, e la Shanghai Automotive Industry Corporation (SAIC) che per prima aveva annunciato l'intenzione di acquistare il gruppo britannico, ma che poi aveva desistito. Quest'ultima, non potendo utilizzare il marchio Rover che era stato acquistato dalla Ford, ideò in sostituzione il nuovo marchio Roewe.
La SAIC nel 2006 ha presentato la Lu-sheng 75, rinominata in seguito Roewe 750, che è rimasta in produzione fino al 2016. Nel 2007 anche la NAC avviò in Cina la produzione della Rover 75 con il nome di MG 7, la quale rimase in produzione fino al 2013.
La Roewe 550 (lanciata dalla SAIC nel 2008) e la MG 6 (lanciata nel 2010 e venduta anche in Gran Bretagna) sono basate in larga parte sulla piattaforma della Rover 75.